# Kabinett Katainen

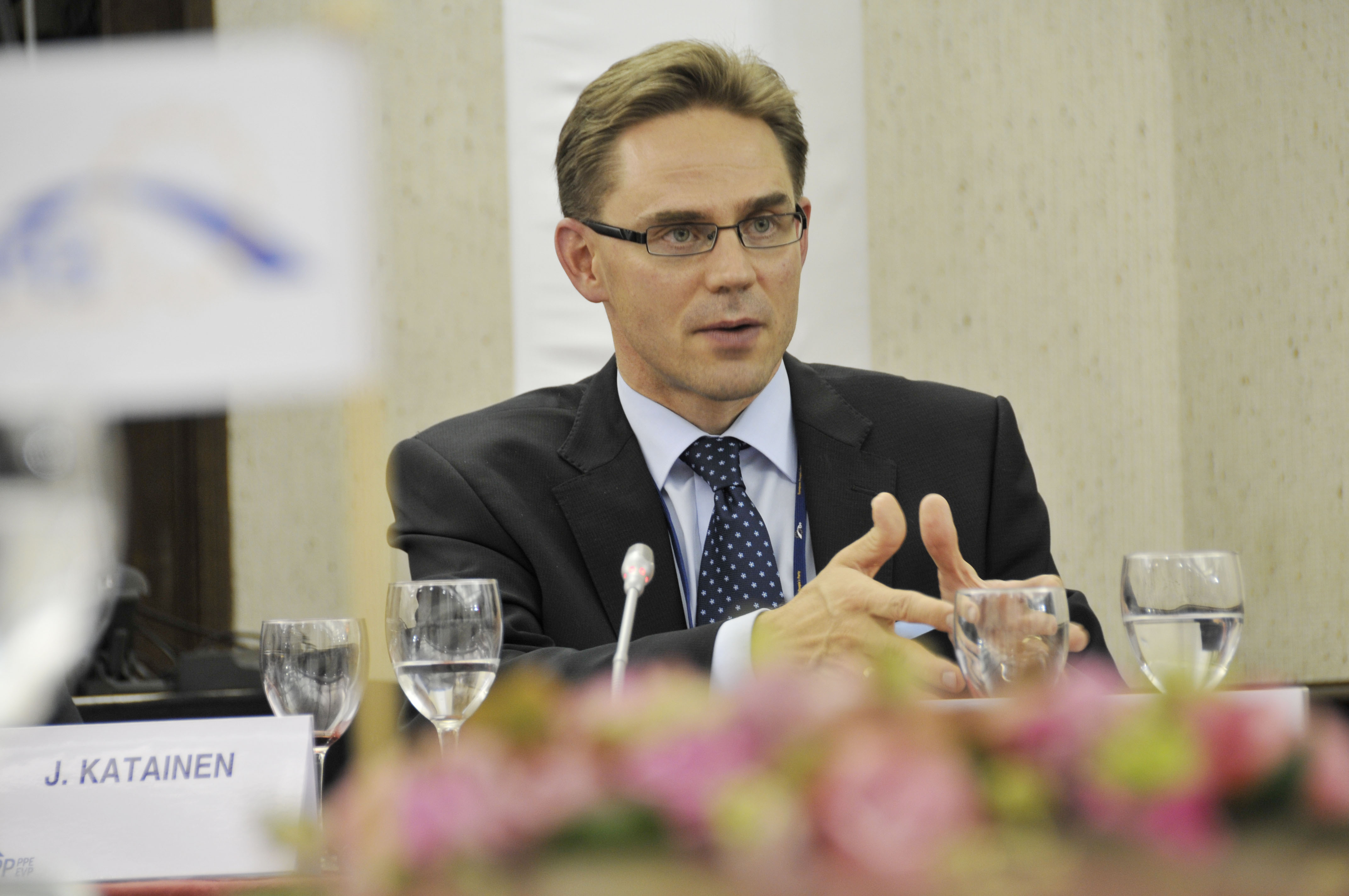
Ministerpräsident Jyrki Katainen

Das Kabinett Katainen war das 72. Regierungskabinett in der Geschichte Finnlands. Es wurde am 22. Juni 2011 vereidigt und amtierte bis zum 24. Juni 2014.
Aus der Parlamentswahl vom 18. März 2011 gingen Jyrki Katainen und seine konservative Sammlungspartei als Wahlsieger hervor. Katainen bildete eine Sechs-Parteien-Koalition aus Sammlungspartei, Sozialdemokraten, Linksbündnis, Grünen, Schwedischer Volkspartei und Christdemokraten. Zwei Mitglieder des Linksbündnisses verließen noch 2011 die Koalition und bildeten fortan eine eigene Parlamentsgruppe. Die restlichen zwölf Linken verließen im März 2014 die Koalition, und die beiden Minister der Linken, Paavo Arhinmäki und Merja Kyllönen, traten zurück. Am 5. April 2014 verkündete Ministerpräsident Jyrki Katainen seinen Rücktritt für Juni 2014 und damit rund zehn Monate vor Ablauf der Amtsperiode. Katainens Nachfolger wurde am 24. Juni 2014 Alexander Stubb.

## Minister
| Ressort                                                 | Name                                                          | Partei                  |
| ------------------------------------------------------- | ------------------------------------------------------------- | ----------------------- |
| Ministerpräsident                                       | Jyrki Katainen                                                | Sammlungspartei         |
| Finanzen Stellvertretender Ministerpräsident            | Jutta Urpilainen ab 6. Juni 2014: Antti Rinne                 | Sozialdemokraten        |
| Öffentliche Verwaltung und Kommunale Selbstverwaltung   | bis 4. April 2014: Henna Virkkunen                            | Sammlungspartei         |
| Äußeres                                                 | Erkki Tuomioja                                                | Sozialdemokraten        |
| Europa und Außenhandel im Außen- bzw. Finanzministerium | Alexander Stubb                                               | Sammlungspartei         |
| Internationale Entwicklung im Außenministerium          | Heidi Hautala ab 17. Oktober 2013: Pekka Haavisto             | Grüne                   |
| Justiz                                                  | Anna-Maja Henriksson                                          | Schwedische Volkspartei |
| Inneres                                                 | Päivi Räsänen                                                 | Christdemokraten        |
| Verteidigung                                            | Stefan Wallin ab 5. Juli 2012: Carl Haglund                   | Schwedische Volkspartei |
| Bildung und Wissenschaft                                | Jukka Gustafsson 24. Mai 2013 bis 4. April 2014: Krista Kiuru | Sozialdemokraten        |
| Bildung und Öffentlichkeitsarbeit                       | ab 4. April 2014: Krista Kiuru                                | Sozialdemokraten        |
| Kultur und Sport                                        | bis 4. April 2014: Paavo Arhinmäki                            | Linksbündnis            |
| Kultur und Wohnen                                       | ab 4. April 2014: Pia Viitanen                                | Sozialdemokraten        |
| Landwirtschaft und Forsten                              | Jari Koskinen                                                 | Sammlungspartei         |
| Verkehr                                                 | bis 4. April 2014: Merja Kyllönen                             | Linksbündnis            |
| Wirtschaft                                              | Jyri Häkämies ab 16. November 2012: Jan Vapaavuori            | Sammlungspartei         |
| Arbeit                                                  | Lauri Ihalainen                                               | Sozialdemokraten        |
| Gesundheit und Soziales                                 | Paula Risikko                                                 | Sammlungspartei         |
| Grundversorgung im Gesundheits- und Sozialministerium   | Maria Guzenina-Richardson ab 24. Mai 2013: Susanna Huovinen   | Sozialdemokraten        |
| Umwelt                                                  | Ville Niinistö                                                | Grüne                   |
| Wohnungsbau und Öffentlichkeitsarbeit                   | Krista Kiuru ab 24. Mai 2013: Pia Viitanen                    | Sozialdemokraten        |